# If things were to go wrong
If things were to go wrong es el segundo álbum del músico gallego Xoel López publicado bajo el pseudónimo de Deluxe.
Vio la luz en el 2003 de manos de la discográfica independiente Mushroom Pillow y supuso un gran éxito comercial al vender más de 20.000 unidades, utilizándose varias de sus canciones como tema de fondo en diferentes spots televisivos.
En este disco, al contrario de lo que ocurría en el primero Not what you had thought publicado dos años antes, el inglés cede el protagonismo absoluto como idioma único de las canciones y se incluyen dos temas cantados en castellano y uno en portugués.
Con el disco, Deluxe empieza a marcar un sonido propio alejándose de la fuerte influencia britpop de su primer trabajo con temas que variaban entre la música electrónica, el pop y el rock.
El álbum supone además el salto de la banda a mercados más allá de las fronteras de España, llegándose a publicar el mismo en países como Japón.

## Lista de canciones
1. Que no - 3:51
2. Three months of glory - 4:13
3. If things were to go wrong - 4:00
4. You've got too much (We've got nothing at all) - 4:16
5. Freak - 3:06
6. Bienvenido al final - 5:10
7. No money to spend - 3:56
8. God saves (but not to me) - 4:47
9. Hey brother! - 3:11
10. Song for Ana - 5:15
11. This time could be the last one - 4:47
12. Caetano Veloso - 1:30